# Ibrahim Geagea
Ibrahim Geagea (pers. ابراهيم جعجع, ur. 23 marca 1924 w Baszarri, zm. 30 lipca 1985 w Los Angeles) – libański narciarz alpejski, czterokrotny uczestnik zimowych igrzysk olimpijskich
Najlepszym wynikiem Geagei na zimowych igrzyskach olimpijskich jest 42. miejsce w zjeździe na Zimowych Igrzyskach Olimpijskich 1956 w Cortinie d’Ampezzo.

## Osiągnięcia

### Zimowe igrzyska olimpijskie
| Igrzyska               | Konkurencja | Czas   | Wynik | Zwycięzca        |
| ---------------------- | ----------- | ------ | ----- | ---------------- |
| St. Moritz 1948        | Zjazd       | -      | DSQ   | Henri Oreiller   |
| St. Moritz 1948        | Slalom      | 4:34.1 | 66.   | Edy Reinalter    |
| Oslo 1952              | Zjazd       | 3:20.2 | 57.   | Zeno Colò        |
| Oslo 1952              | Gigant      | 3:52.8 | 82.   | Stein Eriksen    |
| Oslo 1952              | Slalom      | -      | DNF   | Othmar Schneider |
| Cortina d’Ampezzo 1956 | Zjazd       | 4:33.1 | 42.   | Anton Sailer     |
| Cortina d’Ampezzo 1956 | Gigant      | 4:10.0 | 71.   | Anton Sailer     |
| Cortina d’Ampezzo 1956 | Slalom      | 6:08.6 | 57.   | Anton Sailer     |
| Squaw Valley 1960      | Zjazd       | 2:39.2 | 56.   | Jean Vuarnet     |
| Squaw Valley 1960      | Gigant      | 3:52.8 | 82.   | Roger Staub      |